# Mike Dallas Jr.
Michael Dallas Jr. (ur. 19 grudnia 1986 w Bakersfield) – amerykański bokser kategorii junior półśredniej.

## Kariera amatorska
W 2006 roku zdobył srebrny medal w wadze do 64 kg podczas turnieju Golden Gloves. W finale pokonał go na punkty Brad Solomon.
W 2008 brał udział w eliminacjach USA do igrzysk olimpijskich w Pekinie. Pokonał Brada Solomona, ale później przegrał z Dannym O’Connorem i Dannym Garcíą.

## Początki
Jako zawodowiec zadebiutował 20 marca 2008 roku. W debiucie pokonał jednogłośnie na punkty Meksykanina Alejandro Valladaresa. Do końca 2010 roku stoczył jeszcze 17 walk, z których wygrał 16 i 1 zremisował. Dallas kilkakrotnie walczył na galach ESPN z cyklu „Friday Night Fights”, pokonując m.in. Vincenta Arroyo czy Lanarda Lane’a.

## Pojedynek z Josésito Lópezem
28 stycznia 2011 roku zmierzył się w 10 rundowym pojedynku z Josésito Lópezem o wakujący pas NABF w wadze junior półśredniej. Walka miała bardzo wyrównany przebieg, obydwaj bokserzy nabawili się rozcięć, co przeszkadzało w pojedynku. Walka została przerwana przez sędziego, który poddał Dallasa w 7 rundzie, gdy znalazł się na deskach. Walka była częścią gali organizowanej z cyklu „Friday Night Fights”.

## Pojedynek z Mauricio Herrerą
24 czerwca 2011 roku podczas kolejnej gali ESPN, zmierzył się w 10 rundowym pojedynku z Mauricio Herrerą. Pojedynek był zacięty, ale lepszy był Dallas, który zadawał dużo więcej ciosów i był skuteczniejszy. Sędziowie ogłosili, że decyzją większości (95-95, 92-98, 94-96) zwyciężył Herrera. Wynik spotkał się z gwizdami i niezadowoleniem kibiców, ponieważ nawet sędzia ESPN, który punktował tę walkę, twierdził, że Dallas powinien wygrać 97-93.

## Pojedynek z Lucasem Matthysse
26 stycznia 2013 roku zmierzył się z argentyńskim puncherem, Lucasem Matthysse. Stawką walki było tymczasowe mistrzostwo świata WBC w wadze junior półśredniej. Dallas uległ przez nokaut w 1 rundzie, gdy Matthysse skontrował prawym prostym na szczękę, po którym sędzia bez zbędnego liczenia przerwał walkę. Za walkę z Argentyńczykiem, Dallas zarobił 45 tysięcy dolarów a Matthysse 225 tysięcy.

## Lista walk zawodowych
| Wynik      | Bilans walk | Przeciwnik              | Werdykt | Runda | Data       | Miejsce                                   | Uwagi                                               |
| ---------- | ----------- | ----------------------- | ------- | ----- | ---------- | ----------------------------------------- | --------------------------------------------------- |
| Przegrana  | 19-3-1      | Lucas Matthysse         | KO      | 1/12  | 26.01.2013 | Hard Rock Hotel, Las Vegas, Nevada        | Walka o tymczasowy pas WBC w wadze jr. półśredniej. |
| Wygrana    | 19-2-1      | Javier Castro           | KO      | 6/12  | 22.06.2012 | Soboba Casino, San Jacinto, Kalifornia    | Zdobył pas WBO Latino w wadze jr. półśredniej.      |
| Wygrana    | 18-2-1      | Miguel Gonzalez         | UD      | 10/10 | 17.02.2012 | College Park Center, Arlington, Texas     |                                                     |
| Przegrana  | 17-2-1      | Mauricio Herrera        | MD      | 10/10 | 24.06.2011 | Pechanga Resort, Temecula, Kalifornia     |                                                     |
| Przegrana  | 17-1-1      | Josésito López          | KO      | 7/10  | 28.01.2011 | Pechanga Resort, Temecula, Kalifornia     | Walka o pas NABF w wadze jr. półśredniej            |
| Wygrana    | 17-0-1      | Devarise Crayton        | KO      | 2/8   | 30.10.2010 | The Palace, Auburn Hills, Michigan        |                                                     |
| Wygrana    | 16-0-1      | Lenin Arroyo            | TKO     | 2/8   | 07.10.2010 | Tachi Palace Hotel, Lemoore, Kalifornia   |                                                     |
| Wygrana    | 15-0-1      | Lanard Lane             | UD      | 8/8   | 16.07.2010 | DeSoto Civic Center, Southaven, Missisipi |                                                     |
| Wygrana    | 14-0-1      | Daniel Gonzalez         | TKO     | 2/8   | 08.05.2010 | Home Depot Center, Carson, Kalifornia     |                                                     |
| Wygrana    | 13-0-1      | Genaro Trazancos        | TKO     | 1/8   | 08.04.2010 | Tachi Palace Hotel, Lemoore, Kalifornia   |                                                     |
| Wygrana    | 12-0-1      | Fabian Luque            | TKO     | 1/4   | 05.03.2010 | Pechanga Resort, Temecula, Kalifornia     |                                                     |
| Wygrana    | 11-0-1      | Sergio Joel De la Torre | UD      | 6/6   | 22.10.2009 | Tachi Palace Hotel, Lemoore, Kalifornia   |                                                     |
| Wygrana    | 10-0-1      | Vincent Arroyo          | UD      | 6/6   | 12.09.2009 | Pechanga Resort, Temecula, Kalifornia     |                                                     |
| Wygrana    | 9-0-1       | Francisco Rios Gil      | TKO     | 1/6   | 16.07.2009 | Tachi Palace Hotel, Lemoore, Kalifornia   |                                                     |
| Wygrana    | 8-0-1       | Marcus Brashears        | UD      | 5/5   | 23.04.2009 | Tachi Palace Hotel, Lemoore, Kalifornia   |                                                     |
| Wygrana    | 7-0-1       | Terrance Jett           | UD      | 4/4   | 11.04.2009 | Mandalay Bay, Las Vegas, Nevada           |                                                     |
| Wygrana    | 6-0-1       | Anthony Martinez        | UD      | 4/4   | 06.02.2009 | Tachi Palace Hotel, Lemoore, Kalifornia   |                                                     |
| Remis (MD) | 5-0-1       | Luis Lugo               | MD      | 6/6   | 29.11.2008 | Citizens Arena, Ontario, Kalifornia       |                                                     |
| Wygrana    | 5-0         | James Helmes            | KO      | 1/4   | 21.08.2008 | Tachi Palace Hotel, Lemoore, Kalifornia   |                                                     |
| Wygrana    | 4-0         | Artemio Reyes           | UD      | 4/4   | 16.07.2008 | Pechanga Resort, Temecula, Kalifornia     |                                                     |
| Wygrana    | 3-0         | Christopher Finley      | UD      | 4/4   | 26.06.2008 | Tachi Palace Hotel, Lemoore, Kalifornia   |                                                     |
| Wygrana    | 2-0         | Marlo Cortez            | UD      | 4/4   | 05.06.2008 | HP Pavilion, San Jose, Kalifornia         |                                                     |
| Wygrana    | 1-0         | Alejandro Valladares    | UD      | 4/4   | 20.03.2008 | HP Pavilion, San Jose, Kalifornia         | Debiut.                                             |